# La Chapelle-d’Aunainville
La Chapelle-d’Aunainville – miejscowość i gmina we Francji, w Regionie Centralnym, w departamencie Eure-et-Loir.
Według danych na rok 1990 gminę zamieszkiwało 188 osób, a gęstość zaludnienia wynosiła 25 osób/km² (wśród 1842 gmin Regionu Centralnego La Chapelle-d’Aunainville plasuje się na 951. miejscu pod względem liczby ludności, natomiast pod względem powierzchni na miejscu 1260.).